# بين غيراغتي
بين غيراغتي (بالإنجليزية: Ben Geraghty)‏ هو لاعب كرة قاعدة أمريكي، ولد في 19 يوليو 1912 في جيرسي سيتي في الولايات المتحدة، وتوفي في 18 يونيو 1963 في جاكسونفيل في الولايات المتحدة.

## وصلات خارجية
- بين غيراغتي على موقع دوري كرة القاعدة الرئيسي (الإنجليزية)
- بين غيراغتي على موقعبيزبول رفرنس.كوم (الدوري الرئيسي) (الإنجليزية)
- بين غيراغتي على موقعبيزبول رفرنس.كوم (الدوري الثانوي) (الإنجليزية)
- بين غيراغتي على موقع جمعية أبحاث البيسبول الأمريكية (الإنجليزية)
- بين غيراغتي على موقع قاعة فلوريدا للمشاهير الرياضية (الإنجليزية)